# 追手門学院大学
追手門学院大学（おうてもんがくいんだいがく、英語: Otemon Gakuin University）は、大阪府茨木市西安威2丁目1番15号に本部を置く日本の私立大学。1888年創立、1966年大学設置。大学の略称は追大（おいだい）。 読みはおうてもんであるが、部外者からは誤っておってもんと促音｢っ｣を入れて呼称されることも多い。

## 概要

### 大学全体
「追手門学院」は、1888年に大阪偕行社（陸軍将校らの親睦組織）が附属小学校（現在の追手門学院小学校）を設置したことに端を発する。第二次世界大戦後はGHQにより偕行社の解散が命じられて運営母体を失うが、有志の奔走により学校の存続が図られた。曲折を経て1947年に「大手前学園」が設立され、次いで「追手門学院」と改称された。「追手門」は学校所在地（現在の大阪市中央区大手前）の旧地名が「追手通」（明治以後は「大手通」）であったことによる。
1966年、2学部4学科からなる大学を開設。現在では、8学部8学科3研究科を有する人文社会科学系の総合大学にまで発展した。

### 建学精神（校訓・理念・学是）
「独立自彊・社会有為」の精神の涵養を教育理念として掲げている。

## 沿革

### 略歴
追手門学院大学は、追手門学院創立80周年記念事業の一つとして大学開設が計画された。1964年10月、第3代追手門学院学院長に天野利武（初代学長1966.4.1 - 1978.3.31）が就任し、1966年4月、2学部4学科2専攻の追手門学院大学が創立された。

### 年表
- 1966年（昭和41年）
  - 4月 - 設立。経済学部（経済学科）、文学部（イギリス・アメリカ語学文学科、東洋史学科、心理・社会学科（社会学専攻、心理学専攻））を設置。なお、建物の完成の関係で、入学式は4月23日にずれ込む。当初の建物は旧1号館と旧食堂棟
  - 11月 - 初めての大学祭を開催
- 1967年（昭和42年）
  - 4月 - 2号館が完成
  - 6月 - オーストラリア研究センターを設置
  - 11月 - 大学祭を「将軍山祭」と命名し、この年が第1回とする
  - 月不明 - 府道と大学を結ぶ通学用道路（後に茨木市に寄贈され、現在は市道）が完成
- 1968年（昭和43年）
  - 4月 - 校旗を制定
  - 5月 - 学友会が発会
  - 7月 - 寄宿舎である「明徳塾」が完成
  - 11月 - 計算センター設置。追手門学院創立80周年、大学開学祝賀会に高松宮が来校
  - 月不明 - 体育館兼講堂が完成。オーストラリア研究センターをオーストラリア研究所に改組
- 1969年（昭和44年）
  - 4月 - 教育研究所を設置
  - 6月 - 研究棟が完成
- 1970年（昭和45年）4月 - 文学部心理・社会学科（社会学専攻、心理学専攻）、東洋史学科を廃止し、心理学科、社会学科、東洋文化学科に改組。図書館（第1期）が完成
- 1971年（昭和46年）
  - 4月 - 経済学部に経営学科を増設。3号館が完成
  - 5月 - 校友会将軍山会（大学同窓会）結成
- 1973年（昭和48年）4月 - 大学院文学研究科心理学専攻修士課程を開設
- 1975年（昭和50年）4月 - 大学院文学研究科社会学専攻修士課程を開設
- 1976年（昭和51年）月不明 - 日本文化研修道場（松籟庵）が完成
- 1977年（昭和52年）
  - 4月 - 大学院文学研究科中国文化専攻修士課程を開設
  - 12月 - 学生会館が完成
- 1979年（昭和54年）
  - 4月 - 大学院経済学研究科経済学専攻修士課程を開設
  - 月不明 - 図書館の増築が完成
- 1982年（昭和57年）9月 - 旧・第2学生食堂が完成
- 1984年（昭和59年）
  - 3月 - 4号館が完成
  - 4月 - 大学院文学研究科英文学専攻修士課程を開設
- 1985年（昭和60年）
  - 4月 - 大学院経済学研究科経営学専攻修士課程を開設
  - 月不明 - 視聴覚教育センターを設置
- 1986年（昭和61年）月不明 - 『追手門学院大学二十年史』を刊行
- 1987年（昭和62年）2月 - 学友会センターが完成
- 1990年（平成2年）月不明 - 第2研究棟が完成
- 1993年（平成5年）4月 - 追手門学院教育研究所が追手門学院大学教育研究所となる
- 1995年（平成7年）
  - 4月 - 経済学部の経営学科を経営学部（経営学科）に改組。文学部の社会学科、心理学科を人間学部（社会学科、心理学科）に改組。計算センターと視聴覚教育センターを統合し、総合情報教育センターを設置
  - 月不明 - 寄宿舎である「明徳塾」を廃止
- 1996年（平成8年）月不明 - 5号館と第2学友館センターが完成。5号館の一部に図書館の閲覧室を設置。『追手門学院大学三十年史』を刊行
- 1998年（平成10年）4月 - 経済学部に国際経済学科を増設。文学部の東洋文化学科を廃止し、アジア文化学科を増設。文学部のイギリス・アメリカ語学文学科を英語文化学科に名称変更
- 1999年（平成11年）4月 - 経営学部に国際経営学科を増設。大学院経済学研究科経営学専攻博士（後期）課程を開設。エクステンション・センターを開設。追手門学院大学ロゴマークを制定
- 2000年（平成12年）
  - 4月 - 大学院経済学研究科経済学専攻博士（後期）課程を開設
  - 月不明 - 新・食堂棟が完成。旧食堂棟と旧第2食堂棟の合計席数の2.5倍の規模となる
- 2003年（平成15年）4月 - セメスター制を実施
- 2004年（平成16年）4月 - 地域支援心理研究センターを設置
- 2005年（平成17年）
  - 4月 - 経済学部の国際経済学科をヒューマンエコノミー学科に改組。経営学部の国際経営学科をマーケティング学科に改組
  - 月不明 - 図書館の改修が完成し、「宮本輝ミュージアム」を図書館内に設置。グラウンド・駐車場、正門等を改修
- 2006年（平成18年）
  - 4月 - 人間学部の心理学科を心理学部心理学科に改組。人間学部の社会学科を社会学部社会学科に改組。大学院経済学研究科経営学専攻を経営学研究科経営学専攻博士前期・後期課程に改組
  - 月不明 - 6号館（優駿ホール）と中央棟が完成。6号館1階前と学生会館横を結ぶ大エスカレーターが完成。現・バスターミナルが完成
- 2007年（平成19年）
  - 3月 - 追手門学院大学オフィス阪急茨木を開設
  - 4月 - 文学部のアジア文化学科を国際教養学部アジア学科に改組。文学部の英語文化学科を国際教養学部英語コミュニケーション学科に改組
  - 月不明 - 新ロゴマークを制定
- 2008年（平成20年）
  - 3月 - 大阪城スクエアが完成
  - 4月 - 文学研究科の心理学専攻を心理学研究科心理学専攻に改組
  - 6月 - 学校史展示室を備えた将軍山会館が完成
- 2009年（平成21年）
  - 4月 - 学習支援・教育開発センターを設置
  - 月不明 - 1号館が改築され、現・1号館が完成
- 2012年（平成24年）4月 - 追手門学院一貫連携教育機構を設置。追手門学院地域文化創造機構を設置
- 2013年（平成25年）
  - 3月 - 追手門学院大学出版会を設立
  - 4月 - 追手門学院地域文化創造機構が追手門学院大学地域文化創造機構となる。学習支援・教育開発センターを学習支援室、教育開発センターに分離
  - 5月 - 教職支援センターを設置
- 2014年（平成26年）
  - 1月 - トレーニングセンター（「追fit」）が完成
  - 4月 - 追手門学院大学総合教育研究推進機構を設置。追手門学院大学教育支援機構を設置。心の教育研究所が学院附置から大学附置となる。教育研究所発展解消し、学院附置の一貫連携教育研究所に踏襲
  - 5月 - スポーツ研究センターを設置
- 2015年（平成27年）
  - 4月 - 地域創造学部地域創造学科を開設。オーストラリア研究所をオーストラリア・アジア研究所に改組・改編
  - 6月 - アサーティブ研究センターを開設。教育開発センターを廃止し、教育開発機構を設置
  - 7月 - 地域支援心理研究センターの分室を設置
  - 10月 - 笑学研究所を設立
- 2016年（平成28年）
  - 4月 - 国際教養学部の英語コミュニケーション学科を、国際教養学科に改組。追手門学院大学総合教育研究推進機構を研究・社会連携部に改編。追手門学院大学地域文化創造機構を追手門学院大学北摂総合研究所へ改編。教育開発機構を廃止し、教育開発センターを設置。成熟社会研究所が学院附置から大学附置となる。一貫連携教育研究所が学院附置から大学附置となる。学院志研究所が学院附置から大学附置となる
  - 10月 - 学習支援室を廃止
- 2017年（平成29年）4月 - 国際教養学部のアジア学科を国際日本学科に改組。大学院心理学研究科心理学専攻博士後期課程を開設、修士課程を学士前期課程に改組。ライティングセンターを開設。キャリア開発センターを開設。課外活動支援センターを開設
- 2018年（平成30年）
  - 4月 - 大学院経営・経済研究科経営･経済専攻博士前期・博士後期課程を開設。大学院経済学研究科を学生募集停止。大学院経営学研究科を学生募集停止。大学院の文学研究科社会学専攻、英文学専攻を現代社会文化研究科現代社会学専攻、国際教養学専攻に改組。大学院文学研究科の中国文化専攻は学生募集停止
- 2019年（平成30年・令和元年） - 大学の一部機能をJR総持寺駅北の東芝茨木工場跡地に開設された「茨木総持寺キャンパス」に移転し、従来のキャンパスは「茨木安威キャンパス」として、2キャンパス体制となる。また、隣接地に建つ追手門学院中学校・高等学校が全面的に茨木総持寺キャンパスに移転したため、茨木安威キャンパスの中学校・高等学校跡も大学用地なった。
- 2020年（令和2年） - 茨木安威キャンパスの高台にある中学校・高等学校跡地に、キャンパス東側にあった大駐車場と第1グラウンドが移転。駐車場跡地と第1グラウンド跡地は売却予定。学生会館南にあり、大学祭のメイン会場だった「追大緑地」は来客用の第2駐車場に転用。
- 2022年（令和4年）4月 - 国際教養学部を文学部人文学科と国際学部国際学科に改組。
- 2023年（令和5年）4月 - 法学部法律学科新設[1]。
- 2025年（令和7年）4月 - 茨木総持寺キャンパスに新校舎を開設し、メインキャンパス化。現在の心理学部以外のすべての学部生はすべての学年を、基本的に茨木総持寺キャンパスで学ぶことになる。1年時は全学生が茨木総持寺キャンパスで学ぶ。なお、空きができる茨木安威キャンパスには理工学部が設置予定である。2025年に理工学部は新設予定であるが、1年時は全学生が茨木総持寺キャンパスで学ぶため、実際に理工学部生が茨木安威キャンパスで学ぶのは2026年からになるため、それまでに本部機能があった1号館等を理工学部用に改装の予定である。

## 基礎データ

### 所在地
茨木安威キャンパス　大阪府茨木市西安威2丁目1番15号
- 設置学部
  - 経済学部・経営学部・心理学部・社会学部・法学部
  - 2025年から心理学部。2026年から心理学部・理工学部。
- 交通アクセス
  - スクールバス　茨木市駅前（阪急京都本線）、および茨木駅（JR西日本）と宇野辺駅（大阪モノレール）の間にあるイオンモール横からMK観光バスが運行。
  - 阪急バス　82系統で追手門学院前停留所下車。

茨木総持寺キャンパス　同市太田東芝町1番1号
- 設置学部
  - 文学部・国際学部・地域創造学部
  - 共通教育機構（全学部生が主に1年目に学ぶ共通教育）
  - 2025年から文学部・国際学部・経済学部・経営学部・社会学部・法学部・地域創造学部及び共通教育機構
- 交通アクセス
  - JR京都線（東海道線）JR総持寺駅から徒歩約10分。阪急茨木市駅から近鉄バス70番などで追大総持寺キャンパス前下車すぐ。一部は73番としてJR総持寺駅を経由する。
- 総持寺キャンパスは「地域密着」を謳っており、食堂・カフェは学外者の使用が可能となっている。（茨木安威キャンパスの食堂は以前から学外者使用可能）

### 象徴
- 校章は追手門学院小学校の校章をモデルに、「追手門」の「追」の 字をデザイン化し、その上に「大学」の字を重ね合わせて1966年6月1日に制定された。
- 校章とは別に2007年には追手門学院「Otemon Gakuin」の「O」と「G」の文字を図案化したロゴマークが定められた。
- 学院歌は『追手門学院歌』（作詞監修：今中楓渓、作詞：八束周吉、作曲：高木和夫）が制定されている。
- スクールカラーはライトブルーが定められている。

## 組織

### 学部・学科
- 経済学部
  - 経済学科
    - 公共経済コース
    - 金融経済コース
    - 環境経済コース
    - 消費経済コース
    - 生活経済コース
    - 多様社会コース
    - 国際メディアコース
- 経営学部
  - 経営学科
    - 経営・マーケティング専攻
    - ビジネス法務専攻
    - ビジネス心理専攻
    - 情報システム専攻
- 地域創造学部
  - 地域創造学科
    - 食農マネジメントコース
    - 地域政策コース
    - 観光コース
    - 地域デザインコース
- 社会学部
  - 社会学科
    - 社会学専攻（現代社会学コース、社会文化デザインコース、社会問題コース）
    - スポーツ文化学専攻（スポーツ文化デザインコース、地域・健康スポーツコース、スポーツキャリアコース）
- 心理学部
  - 心理学科
    - 心理学専攻
    - 人工知能・認知科学専攻 - 2021年4月開設
- 国際教養学部
  - 国際教養学科（英語コミュニケーション学科から名称変更）
    - グローバルリーダーコース
    - グローバルキャリアコース
    - グローバルコミュニケーションコース

  - 国際日本学科（アジア学科から名称変更）
    - クールジャパン学コース
    - 笑学コース
    - 日本学コース
- 文学部 - 2022年4月開設
  - 人文学科
    - 日本文学専攻
    - 歴史文化専攻
    - 美学・建築文化専攻
- 国際学部 - 2022年4月開設
  - 国際学科
    - グローバルスタディーズ専攻
    - 国際文化専攻
- 法学部 - 2023年4月開設
  - 法律学科
- 理工学部 - 2025年4月開設
  - 数理・データサイエンス学科
  - 機械工学科
  - 電気電子工学科
  - 情報工学科

### 大学院
- 経済学研究科
  - 経済学専攻（博士前期課程／博士後期課程） - 2018年4月募集停止
- 経営学研究科
  - 経営学専攻（博士前期課程／博士後期課程） - 2018年4月募集停止
- 経営・経済研究科
  - 経営・経済専攻（博士前期課程・博士後期課程） - 2018年4月開設
- 心理学研究科
  - 心理学専攻（博士前期課程／博士後期課程）
- 文学研究科
  - 社会学専攻（修士課程） - 2018年4月募集停止
  - 中国文化専攻（修士課程） - 2018年4月募集停止
  - 英文学専攻（修士課程） - 2018年4月募集停止
- 現代社会文化研究科
  - 現代社会学専攻（修士課程） - 2018年4月開設
  - 国際教養学専攻（修士課程） - 2018年4月開設

### 研究・教育機関、施設
- 図書館
- 宮本輝ミュージアム
- オーストラリアライブラリー
- オーストラリア・アジア研究所
- ベンチャービジネス研究所
- 上方文化笑学センター
- 成熟社会研究所
- 地域支援心理研究センター
- スポーツ研究センター
- 学院志研究室

## 学生生活

### 奨学金制度
独立行政法人日本学生支援機構奨学金や諸団体の奨学金を取り扱うほか、独自の貸与制奨学金や5種類の給付制奨学金制度を設けている。

## 事件・不祥事

### いじめ自殺事件
2007年6月8日に大学に通う在日インド人学生が神戸市の自宅のマンションからいじめを苦に飛び降り自殺をした。

### 学生大麻所持事件
2018年11月6日に追手門学院大学ソルジャーズの社会学部4年生の主将と経営学部4年生の学生2人が大麻取締法違反（所持）で近畿厚生局麻薬取締部に現行犯逮捕された。2人は友人同士で、6日昼頃に自宅で一緒にいたところを逮捕された。11月8日には大学内の部室が家宅捜索された。大学による部員41人への聞き取りに対し、13人が「（主将が）大麻をやっていると聞いた」、「法に触れることをしていると知っていた」と答え、大学は大麻汚染の実態調査を進めることを発表した。アメリカンフットボール部は6日から活動を停止。元主将は、大麻1.2グラムを所持した罪に問われ、検察側は懲役10ヵ月を求刑。裁判で元主将は、起訴内容を全面的に認めて「部活の主将という立場で、誰にも頼れないストレスがあった」などと述べた。2019年1月30日、大阪地裁は「大麻との親和性は認められるが、反省しているし、報道などで社会的制裁を受けている」として、被告に懲役10ヵ月、執行猶予3年を言い渡した。被告は去年12月に退学処分となった。

### 外部講師不適切発言問題
2016年に実施したキャリア研修で、外部の講師が受講者に向けて「あなたはいらない」などと厳しく退職を勧め、「あなたのような腐ったミカンを追手門の中に置いておくわけにはいかない。まだ少しは可能性があって頑張ろうとしているミカンも腐ってしまう」と不適切発言をした。受講者によると、研修後、少なくとも数人が退職や休職をし、研修後も講師や学院幹部に数回呼ばれ、「退職勧告書」を渡された人もいたという。法人は、ホームページ上で発言が不適切だったことを認め、外部講師を委託した会社に改善を申し入れたとしている。

## 対外関係

### パートナーシップ
- 日本プロサッカーリーグ（Jリーグ）
  - ガンバ大阪

### 海外提携大学
- オーストラリア
  - メルボルン大学
  - グリフィス大学
  - ディーキン大学
  - タスマニア大学
  - サンシャイン・コースト大学
- アメリカ合衆国
  - 州立モンタナ大学
  - バルドスタ州立大学
  - フェリス州立大学
  - スノー・カレッジ
- カナダ
  - サイモンフレーザー大学

- イギリス
  - リージェンツ・カレッジ
  - ヨーロピアン・ビジネス・スクール
- 中国
  - 安徽大学
  - 南京大学
  - 上海師範大学
- タイ
  - チェンマイ大学
- インド
  - グジャラート大学

### 国内提携校
単位互換協定
- 放送大学

小学校教員免許取得に必要な科目の履修に関する協定締結校
- 聖徳大学通信教育部
- 神戸親和女子大学通信教育部

## 併設校
- 追手門学院中学校・高等学校
- 追手門学院大手前中学校・高等学校
- 追手門学院小学校
- 追手門学院幼稚園